# Lincoln Premiere
O Premiere é um coupé de porte grande da Lincoln.